# Polska Armia Powstania
Polska Armia Powstania (PAP), inna nazwa: Dowództwo Okręgu Korpusu VIII (DOK VIII) – polska wojskowa organizacja konspiracyjna działająca na Pomorzu prawdopodobnie od początku 1940 do 1945 roku. Ogółem PAP liczyła prawdopodobnie około 1–2 tysięcy członków.

## Powstanie organizacji
W okresie okupacji niemieckiej Polska Armia Powstania była, obok Tajnej Organizacji Wojskowej „Gryf Pomorski”, jedną z największych regionalnych organizacji konspiracyjnych funkcjonujących na Pomorzu. Istnieją różne hipotezy dotyczące okoliczności związanych z jej utworzeniem i powiązaniami. Według jednej z hipotez, PAP utworzyli w styczniu 1940 podoficerowie garnizonu toruńskiego biorący przed wojną udział w pracach dywersji pozafrontowej. Prawdopodobnie wyodrębniła się ona z organizacji podziemnej Grunwald, po pierwszych większych aresztowaniach. Głównym celem PAP było przygotowanie struktur, które w odpowiednim momencie miały wziąć udział w powstaniu zbrojnym na Pomorzu w ramach ogólnopolskiego wystąpienia. Cel określono w tzw. dekrecie, antydatowanym na 1 września 1939.

## Struktura
Komenda Główna PAP znajdowała się w Toruniu. Na czele organizacji stali komendanci:
- chor. Jan Stachowiak ps. „Franciszek” (do śmierci 5 kwietnia 1943);
- Edward Rudzki ps. „Biały Grot”, „Edward”, mający przybrane nazwiska: Edward Słowikowski, Edward Burchardt, Jan Jastrzębski, ppłk Podhalański, Siemianowski (zastrzelony 11 stycznia 1945 jako agent Gestapo z wyroku Wojskowego Sądu Specjalnego);
- Franciszek Brzeski ps. „Jantar” (do zakończenia wojny, ścigany przez Wojskowy Sąd Specjalny Armii Krajowej).

Zastępcą komendanta i jednocześnie szefem Oddziału Organizacyjnego był Edward Kalinowski (do aresztowania 25 sierpnia 1943), a następnie Franciszek Brzeski; szefem sztabu – Zygmunt Popowski ps. „Wydra” (do aresztowania 1 marca 1944), Bogdan Zieliński ps. „Ryś”; szefem wywiadu – Jan Kieruj ps. „Lew” (do aresztowania 25 sierpnia 1944), szefem łączności – Ignacy Malinowski (do aresztowania 25 sierpnia 1944), szefem kancelarii – Maria Staufer ps. „Leliwa” (do aresztowania 25 sierpnia 1944).
Struktura organizacyjna PAP składała się z okręgów i rejonów (w Toruniu – dzielnic), które odpowiadały skadrowanym batalionom. W razie wybuchu powstania każdy batalion powinien rozwinąć się do 4–5 kompanii, każda po 4 plutony, a te po czteroosobowe 4 sekcje. Sieć terytorialna dzieliła się na regiony, zwane również okręgami:
- Toruń (batalion Toruń-Południe sierżanta Bolesława Bojanowskiego, batalion Toruń-Mokre podporucznika Bolesława Świgonia, batalion Chełmińskie Przedmieście sierżanta Stefana Letkiewicza ps. „Lech”, batalion Jakubskie Przedmieście Stanisława Bieńkowskiego, batalion Bydgoskie Przedmieście Edwarda Kalinowskiego[1]. Okręg Toruń był pierwszym okręgiem PAP[3];
- Gdańsk, działający na bazie Kolejowego Przysposobienia Wojskowego z Tczewa i Gdańska – komendant: Alfons Lendzion, Helmut Rykalski ps. „Robak” (od lata 1943 batalion Gdańsk Bernarda Mizerskiego ps. „Murat”[1],
- Gdynia – komendant: Piotr Hulewicz ps. „Jastrząb”[1][3],
- Chełmno – komendant: Stefan Klementowski[1],
- Chełmża[3];
- Grudziądz[3];
- Inowrocław – komendanci: prawdopodobnie Paszotta, od jesieni 1943 roku Michał Kwiatkowski[1],
- Kościerzyna – komendant: Stanisław Lesikowski ps. „Las” (komórki w Kościerzynie, Chojnicach, Kartuzach, Sępólnie, Starogardzie Gdańskim, Tucholi)[1][3],
- Szczecin (eksterytorialny) zorganizowany w środowisku polskich robotników przymusowych[1].

## Działalność
Organizacja dzieliła się na zasadnicze piony, zajmującymi się innymi zadaniami. Pierwszy pion był odpowiedzialny za bieżącą działalność (wywiad, łączność, sabotaż i dywersję), drugi przygotowywał się do przewidywanego powstania. W bieżącej walce z okupantem PAP koncentrowała się przede wszystkim na: akcjach sabotażowo-dywersyjnych (na przykład dywersja kolejowa nocą 9 czerwca 1942 44 km na zachód od Zblewa, czy nocą 21 czerwca 1942 53 km na wschód od Czarnej Wody, podpalenia na przykład transportu słomy na dworcu w Toruniu 12 maja 1943, spalenie między innymi dużych młynów w Toruniu i Lubiczu w maju 1940), wywiadzie (między innymi rozpoznanie dyslokacji jednostek niemieckich na Pomorzu, ruchu okrętów w stoczni Schichau w Gdańsku), pomocy jeńcom wojennym i aresztowanym (sporządzanie fałszywych dokumentów, pomoc w ucieczkach), pracach oświatowo-propagandowych (upowszechnianie informacji z nasłuchów radiowych).
Organizacja prowadziła także walkę partyzancką; pod jej zwierzchnictwem działało co najmniej 5 oddziałów zbrojnych:
- oddział „Jastrzębie” (dowódca porucznik Piotr Hulewicz ps. „Jastrząb”) – działał w rejonie Gdyni, liczył kilkadziesiąt osób z zapleczem wynoszącym około 300 ludzi, ostatecznie przeszedł do Armii Krajowej;
- oddział Stanisława Miszkiera ps. „Kacke” – operował w rejonie Kościerzyny, liczył około 20 partyzantów, rozbity przez Niemców 23 sierpnia 1943;
- oddział podporucznika Jana Szalewskiego ps. „Sobol”, „Szpak” – przeszedł z TOW „Gryf Pomorski”, po rozbiciu komendy PAP podporządkował się Armii Krajowej,
- oddział porucznika Józefa Kiżewskiego ps. „Karafa” – liczył około 10 ludzi, działał w oparciu o zespół schronów w rejonie jezioro Bobrówek-leśniczówka Cisowa Góra-Markocin,
- tzw. oddział bierny, dowodzony przez Pawła Klugowskiego – liczył kilkunastu ludzi, działał w rejonie Torunia.

## Rozbicie Polskiej Armii Powstania
Prawdopodobnie PAP miała powiązania z Komendą Obrońców Polski (KOP). Kontakt urwał się po rozbiciu KOP przez gestapo oraz podziałów, dochodzących wśród członków KOP. Podczas trzech fal aresztowań organizacja poniosła bardzo duże straty. Gestapo skutecznie rozbiło PAP podczas aresztowań w drugiej połowie 1943. W ostatniej do lata 1944 Niemcy aresztowali na Pomorzu około 750 jej członków. Po 1943 ówczesny komendant główny Edward Rudzki vel Edward Słowikowski zdecydował się na współpracę z Gestapo, za co został zastrzelony.
PAP nigdy nie podporządkował się AK, gdyż kierownictwo PAP chciało zachować autonomię organizacyjną. Komenda PAP zgodnie z rozkazem dowództwa Okręgu Pomorze Armii Krajowej z 24 października 1944 została potępiona za kolaborację z Niemcami. 28 listopada wydano rozkaz jej likwidacji. Nieliczne ogniwa PAP przetrwały do końca wojny. Ocalani członkowie PAP nawiązywali współpracę z Armią Krajową (AK) bądź Polską Armią Ludową.